# Michel Portal
Michel Portal (* 25. listopadu 1935) je francouzský jazzový saxofonista a klarinetista. Narodil se v Bayonne a studoval klarinet na Pařížské konzervatoři. Rovněž studoval dirigování u Pierra Dervauxe. V roce 1969 založil skupinu New Phonic Art, která hrála improvizovanou hudbu. Během své kariéry spolupracoval s mnoha dalšími hudebníky, mezi něž patří například Henri Texier, Serge Gainsbourg, Gidon Kremer a Jean-Luc Ponty. Rovněž složil hudbu k desítkám filmů.